# 関根貴大
関根 貴大（せきね たかひろ、1995年4月19日 - ）は、埼玉県鶴ヶ島市出身のプロサッカー選手。Jリーグ・浦和レッズ所属。ポジションはミッドフィールダー、フォワード 、ディフェンダー。
妻はタレントで元SKE48メンバーの金子栞。

## 来歴

### プロ入り前
中学校入学と同時に浦和レッズのアカデミーへ入団。2010年から各年代別の日本代表に選出され、海外遠征などを経験。2013年9月、AFC U-19選手権2014 (予選)のU-18日本代表に選出されたが、怪我により辞退した。同年10月16日、天皇杯3回戦のモンテディオ山形戦でトップチームデビューを果たした。

### 浦和レッズ
2014年より、トップチームへ昇格。同年2月、J3に参戦するJリーグ・アンダー22選抜に選手登録された。ナビスコカップ、柏レイソル戦で途中出場し公式戦デビューを果たすと、無観客試合で行われた第4節清水エスパルス戦で後半開始から抜擢されJリーグ初出場を果たした。またナビスコカップ第2戦大宮アルディージャ戦で、初スタメンを経験するとミハイロ・ペトロヴィッチ監督の信頼を勝ち取りリザーブメンバーに入り、主にスーパーサブとして起用されるようになった。5月17日、第14節のセレッソ大阪戦で梅崎司と交代で出場し、この試合の決勝点となるJリーグ初ゴールを決めた。本来は左サイドハーフのポジションだが、この年は左右のウイングバックで起用された。
2015年、3-4-2-1のウイングバックとしてレギュラーを勝ち取り、5月には3試合連続得点を決めて初のJ1リーグ月間MVPを獲得した。10月19日、25日から29日に行われるU-22日本代表の候補合宿のメンバーに初招集された。
2016年、10月15日のルヴァンカップ決勝・ガンバ大阪戦では120分間フル出場を果たし、PK戦の末勝利し自身初のタイトルを獲得した。
2017年、7月1日の第17節・サンフレッチェ広島戦では後半ATにドリブルで6人を抜き去り、決勝点を奪って勝利に貢献した。また、このゴールは2017年Jリーグ最優秀ゴール賞に選出された。

### インゴルシュタット
2017年8月7日、2. ブンデスリーガ（ドイツ2部）のインゴルシュタットに完全移籍することで、クラブ間合意したことが発表された。8月11日に2021年6月までの4年契約で完全移籍することが、インゴルシュタットより正式に発表された。8月20日、第3節のSSVヤーン・レーゲンスブルク戦で途中出場から移籍後初出場を果たした。

### シント＝トロイデン
2018年7月にジュピラー・プロ・リーグ（ベルギー1部）のシント＝トロイデンに期限付き移籍。
2019年4月28日、プレーオフ2・第6節のKベールスホットAC戦で移籍後初得点を決めた。

### 浦和レッズ復帰
2019年6月28日、浦和レッズに復帰することが発表された。10月2日、ACL準決勝・第1戦の広州恒大戦で2得点に絡む活躍で勝利に貢献した。
2020年シーズン、チームの副キャプテンを任された。
2022年シーズン、2年振りにチームの副キャプテンを任された。6月26日、J1第18節ヴィッセル神戸戦に出場し、J1通算200試合出場を果たし、勝利に貢献した。
2023年シーズンは、サイドハーフのレギュラーとして活躍し公式戦50試合に出場した。また、元日本代表でチームキャプテンの酒井宏樹の怪我によりサイドバックも時より務め、ルヴァンカップ準決勝横浜F・マリノス戦では、エウベルを完璧に抑えチームを決勝進出に導いた。FIFAクラブワールドカップ2023準決勝、マンチェスター・シティ戦ではサイドバックで先発出場し、イングランド代表のグリーリッシュと渡り合った。
2025シーズンより、チームのキャプテンを任された。

## 人物
2017年12月22日、さいたま市出身で浦和レッズファンを公言するタレントで元SKE48の金子栞と、約2年半の交際期間を経て婚姻届を提出し結婚した。

## 所属クラブ
- FC鶴ヶ島（鶴ヶ島市立杉下小学校）
- 浦和レッズジュニアユース（鶴ヶ島市立富士見中学校）
- 浦和レッズユース（川口市立県陽高等学校）[12]
- 2014年 - 2017年8月 浦和レッズ
  - 2014年 - 2015年 Jリーグ・アンダー22選抜
- 2017年8月 - 2019年6月 FCインゴルシュタット04
  - 2018年7月 - 2019年6月 シント＝トロイデンVV（期限付き移籍）
- 2019年6月 - 浦和レッズ

## 個人成績
| 国内大会個人成績 | 国内大会個人成績   | 国内大会個人成績 | 国内大会個人成績 | 国内大会個人成績 | 国内大会個人成績 | 国内大会個人成績 | 国内大会個人成績 | 国内大会個人成績 | 国内大会個人成績 | 国内大会個人成績 | 国内大会個人成績 |
| 年度             | クラブ             | 背番号           | リーグ           | リーグ戦         | リーグ戦         | リーグ杯         | リーグ杯         | オープン杯       | オープン杯       | 期間通算         | 期間通算         |
| 年度             | クラブ             | 背番号           | リーグ           | 出場             | 得点             | 出場             | 得点             | 出場             | 得点             | 出場             | 得点             |
| 日本             | 日本               | 日本             | 日本             | リーグ戦         | リーグ戦         | リーグ杯         | リーグ杯         | 天皇杯           | 天皇杯           | 期間通算         | 期間通算         |
| ---------------- | ------------------ | ---------------- | ---------------- | ---------------- | ---------------- | ---------------- | ---------------- | ---------------- | ---------------- | ---------------- | ---------------- |
| 2013             | 浦和               | 35               | J1               | -                | -                | -                | -                | 1                | 0                | 1                | 0                |
| 2014             | 浦和               | 26               | J1               | 21               | 2                | 6                | 0                | 2                | 1                | 29               | 3                |
| 2015             | 浦和               | 24               | J1               | 32               | 6                | 2                | 0                | 4                | 2                | 38               | 8                |
| 2016             | 浦和               | 24               | J1               | 32               | 2                | 5                | 0                | 1                | 0                | 38               | 2                |
| 2017             | 浦和               | 24               | J1               | 22               | 3                | 0                | 0                | 0                | 0                | 22               | 3                |
| ドイツ           | ドイツ             | ドイツ           | ドイツ           | リーグ戦         | リーグ戦         | リーグ杯         | リーグ杯         | DFBポカール      | DFBポカール      | 期間通算         | 期間通算         |
| 2017-18          | インゴルシュタット | 22               | 2. ブンデス      | 1                | 0                | -                | -                | 1                | 0                | 2                | 0                |
| ベルギー         | ベルギー           | ベルギー         | ベルギー         | リーグ戦         | リーグ戦         | リーグ杯         | リーグ杯         | ベルギー杯       | ベルギー杯       | 期間通算         | 期間通算         |
| 2018-19          | シント・トロイデン | 28               | ジュピラー       | 11               | 1                | -                | -                | 0                | 0                | 11               | 1                |
| 日本             | 日本               | 日本             | 日本             | リーグ戦         | リーグ戦         | リーグ杯         | リーグ杯         | 天皇杯           | 天皇杯           | 期間通算         | 期間通算         |
| 2019             | 浦和               | 41               | J1               | 16               | 1                | 2                | 1                | 1                | 0                | 19               | 2                |
| 2020             | 浦和               | 41               | J1               | 24               | 2                | 2                | 0                | -                | -                | 26               | 2                |
| 2021             | 浦和               | 41               | J1               | 36               | 3                | 10               | 3                | 5                | 1                | 51               | 7                |
| 2022             | 浦和               | 14               | J1               | 30               | 1                | 3                | 0                | 2                | 0                | 35               | 1                |
| 2023             | 浦和               | 14               | J1               | 32               | 3                | 8                | 0                | 2                | 0                | 42               | 3                |
| 2024             | 浦和               | 14               | J1               | 21               | 2                | 0                | 0                | -                | -                | 21               | 2                |
| 2025             | 浦和               | 14               | J1               |                  |                  |                  |                  |                  |                  |                  |                  |
| 通算             | 日本               | 日本             | J1               | 266              | 25               | 38               | 4                | 18               | 4                | 323              | 33               |
| 通算             | ドイツ             | ドイツ           | 2. ブンデス      | 1                | 0                | -                | -                | 1                | 0                | 2                | 0                |
| 通算             | ベルギー           | ベルギー         | ジュピラー       | 11               | 1                | -                | -                | 0                | 0                | 11               | 1                |
| 総通算           | 総通算             | 総通算           | 総通算           | 278              | 26               | 38               | 4                | 19               | 4                | 335              | 34               |

- 2013年は2種登録選手として出場。

その他の公式戦
- 2015年
  - FUJI XEROX SUPER CUP 1試合0得点
  - Jリーグチャンピオンシップ 1試合0得点
- 2016年
  - Jリーグチャンピオンシップ 2試合0得点
- 2017年
  - FUJI XEROX SUPER CUP 1試合0得点
- 2022年
  - FUJIFILM SUPER CUP 1試合0得点

| 国際大会個人成績 | 国際大会個人成績 | 国際大会個人成績 | 国際大会個人成績 | 国際大会個人成績 | FIFA      | FIFA      |
| 年度             | クラブ           | 背番号           | 出場             | 得点             | 出場      | 得点      |
| AFC              | AFC              | AFC              | ACL              | ACL              | クラブW杯 | クラブW杯 |
| ---------------- | ---------------- | ---------------- | ---------------- | ---------------- | --------- | --------- |
| 2015             | 浦和             | 24               | 2                | 0                | -         | -         |
| 2016             | 浦和             | 24               | 5                | 0                | -         | -         |
| 2017             | 浦和             | 24               | 5                | 2                | -         | -         |
| 2019             | 浦和             | 41               | 6                | 1                | -         | -         |
| 2022             | 浦和             | 14               | 11               | 0                | -         | -         |
| 2023/24          | 浦和             | 14               | 4                | 1                | 3         | 0         |
| 2025             | 浦和             | 14               | -                | -                | 3         | 0         |
| 通算             | AFC              | AFC              | 33               | 4                | 6         | 0         |

その他の国際公式戦
- 2023年
  - AFCチャンピオンズリーグ2023/24・プレーオフ 1試合1得点
- 公式戦初出場 - 2013年10月16日 天皇杯3回戦 対モンテディオ山形（浦和駒場スタジアム）
- Jリーグ初出場 - 2014年3月23日 J1第4節 対清水エスパルス（埼玉スタジアム2002）
- Jリーグ初得点 - 2014年5月17日 J1第14節 対セレッソ大阪（埼玉スタジアム2002）

## タイトル

### クラブ
浦和レッズ
- J1リーグ 1stステージ：1回（2015年）
- J1リーグ 2ndステージ：1回（2016年）
- Jリーグカップ：1回（2016年）
- 天皇杯 JFA 全日本サッカー選手権大会：1回（2021年 ）
- FUJIFILM SUPER CUP：1回（2022年）
- AFCチャンピオンズリーグ：1回（2022年）

### 個人
- J1リーグ優秀選手賞：1回（2016年）
- J1リーグ最優秀ゴール賞：1回（2017年）
- J1リーグ月間MVP：1回（2015年5月）
- J1リーグ月間ベストゴール：1回（2017年7月）
- 浦和レッズ後援会 会長賞：1回（2021年）

## 代表歴
- U-16日本代表
- U-18日本代表
- U-19日本代表
  - AFC U-19選手権2014
- U-22日本代表
- U-23日本代表